# Padĕraïte
La padĕraïte (ou padéraïte) est une espèce minérale de la famille des sulfures et sulfosels, et de formule chimique Cu7[(Cu,Ag)0,33Pb1,33Bi11,33]S22. L'équipe Cook & Ciobanu (2003) suggère la formule Cu7(Ag0,4Pb1,2)∑1,6Bi11,4S22. Elle se présente sous forme de cristaux fibreux gris à brun ou lamellaire – en forme de feuillets.
Elle est décrite par Mumme et Žák en 1985 et nommée par ceux-ci en l'honneur de Karel Padĕra (1923-2010), minéralogiste tchèque, professeur de l'Université Charles à Prague (où se trouve conservé le topotype), qui a étudié le premier le minéral. Validée par l'IMA en 1985 qui lui attribue le symbole Pdĕ, elle a pour localité type, le district minier de Băiţa à Nucet en Roumanie.
Elle présente une anisotropie modérée et une couleur en lumière réfléchie, blanc crème.

## Structure et chimie
La padĕraïte se structure dans un système cristallin monoclinique et de classe cristalline P 21/m et fait partie de la série des cuprobismutites.  
Elle possède une masse molaire de 3824,86 g/mol et est anhydre. 
| Composition | Composition |
| ----------- | ----------- |
| Cuivre      | 11,78 %     |
| Argent      | 0,51 %      |
| Bismuth     | 61,63 %     |
| Tellure     | 0,23 %      |
| Plomb       | 7,42 %      |
| Soufre      | 18,43 %     |

Sa formation résulte d'une altération et/ou métamorphisme élevés, selon le mode paragénétique 33. 
Elle provient de dépôts hydrothermaux souterrains de filons et autres corps riches en métaux, principalement dans des environnements associés au volcanisme, comme environ 800 espèces minérales.

## Gîtologie et gisements
Intriquée à d’autres sulfosels de Pb-Bi, la padĕraïte est associée dans sa localité type à l'hammarite, la pékoïte, la bismuthinite, la cuprobismutite, l'hodrušite, la chalcopyrite, le grossulaire et l'andradite.
La base de données minéralogique Mindat.org recense 16 gisements dans le monde en 2025 dont 9 en Europe centrale et du sud-est (Slovaquie, Roumanie et Grèce).